# Décès en 1957
Décès
- 1953
- 1954
- 1955
- 1956
- 1957
- 1958
- 1959
- 1960
- 1961

Cet article présente une liste de personnalités mortes au cours de l'année 1957.

Les mois de l'année font également l'objet de listes spécifiques :

## Décès par mois

### Janvier
- 2 janvier : Gustave Fiévet, homme politique belge (° 8 mars 1892).
- 10 janvier :
  - Antoine Irisse, peintre français de l’École de Paris (° 18 avril 1903).
  - Gabriela Mistral (Lucila Godoy y Alcayaga), poétesse chilienne (° 7 avril 1889).
- 14 janvier : Humphrey Bogart, acteur américain (° 25 décembre 1899).
- 16 janvier : Arturo Toscanini, chef d'orchestre italien (° 25 mars 1867).
- 19 janvier : Jeanne Baraduc, peintre française (° 1879).

- 26 janvier :
  - Émile Bertin, peintre, décorateur de théâtre et illustrateur français (° 29 janvier 1878).
  - Marie Calvès, peintre française (° 14 décembre 1883).
  - José Linhares, homme d'État brésilien (° 28 janvier 1886).
- 27 janvier : Kathleen Kerrigan, actrice américaine (° 11 avril 1868).

### Février
- 2 février : Valery Larbaud, écrivain français (° 29 août 1881).
- 4 février :
  - Miguel Covarrubias, peintre, caricaturiste, ethnologue et historien de l'art mexicain (° 22 novembre 1904).
  - Erich Ponto, acteur allemand (° 14 décembre 1884).
- 8 février : John von Neumann, mathématicien américain (° 28 décembre 1903).
- 9 février :
  - Miklós Horthy, homme politique et militaire hongrois (° 18 juin 1868).
  - Éloi-Noël Béraud, peintre français (° 1875).
- 10 février :
  - Francesco Coppola, homme politique, conférencier et journaliste italien (° 27 septembre 1878).
  - Laura Ingalls Wilder, auteur américaine de La Petite Maison dans la prairie (° 7 février 1867).
- 15 février : Lucien-Paul Pouzargues, peintre et illustrateur français (° 29 septembre 1878).
- 16 février :
  - Josef Hofmann, pianiste polonais naturalisé américain (° 20 janvier 1876).
  - Georges Paul Leroux, peintre français (° 3 août 1877).
- 18 février : Elizabeth Mernin, agent de renseignement irlandaise (° 16 novembre 1886).
- 19 février : Maurice Garin, coureur cycliste français (° 3 mars 1871).
- 24 février : Don S. Williams, homme politique canadien (° 24 avril 1885).
- 26 février : Robert Falbisaner, résistant français (° 16 août 1889).

### Mars
- 1er mars : Silas Broux, peintre français (° 15 octobre 1867).
- 7 mars : Wyndham Lewis, peintre britannique d'origine canadienne (° 18 novembre 1882).
- 9 mars : Pierre Chagnon, compositeur français (° 1er janvier 1893).
- 11 mars :
  - Giovanni Conti, homme politique italien (° 17 novembre 1882).
  - Albert Florath, acteur allemand (° 7 décembre 1888).
  - Vladimir Polunin, peintre russe puis soviétique (° 1880).
  - Saburō Hasegawa, peintre japonais (° 6 septembre 1906).
- 13 mars : Paul Bildt, acteur et réalisateur allemand (° 19 mai 1885).
- 14 mars : Bob Burns, acteur américain (° 21 novembre 1884).
- 16 mars : Constantin Brâncuși, sculpteur français d'origine roumaine (° 19 février 1876).
- 22 mars : Jean Texcier, peintre, illustrateur et journaliste français (° 6 octobre 1888).
- 25 mars : Max Ophüls, réalisateur allemand (° 6 mai 1902).
- 26 mars : Édouard Herriot, homme politique français (° 5 juillet 1872).
- 28 mars : Jack Butler Yeats, peintre, illustrateur et auteur de bande dessinée irlandais (° 29 août 1871).
- 29 mars : Naima Sahlbom, chimiste suédoise (° 15 mai 1871).
- 31 mars : Harry Depp, acteur américain (° 22 février 1883).

### Avril
- 2 avril : Charles Dorety, acteur américain (° 20 mai 1898).
- 3 avril :
  - Kobayashi Kokei, peintre japonais (° 11 février 1881).
  - Arthur William Loth, savant et footballeur français (° 8 mai 1888).
- 4 avril : Acho Chakatouny, acteur, réalisateur et chef maquilleur russe et français (° 19 février 1885).
- 5 avril : Alexandre-Mathurin Pêche, peintre et sculpteur français (° 24 septembre 1872).
- 7 avril ou  8 avril : Augustin Ferrando, peintre orientaliste français (° 14 avril 1880 ou 15 avril 1880).
- 8 avril : Pedro Segura, cardinal espagnol, archevêque de Tolède (° 4 décembre 1880).
- 9 avril : Pedro Opazo, homme d'État chilien (° 20 juillet 1876).
- 10 avril :
  - Raffaele De Grada, peintre italien (° 2 mars 1885).
  - Emmanuel Templeux, peintre français (° 13 juillet 1871).
- 15 avril : Max Asher, acteur américain (° 5 mai 1885).
- 23 avril : Émilie Desjeux, peintre française (° 9 octobre 1861).
- 25 avril : Léon Cannicioni, peintre français (° 29 avril 1879).
- 28 avril : René Barthe, médecin français, pionnier de la médecine du travail (° 22 novembre 1893).
- 29 avril : Lucien Pothier, coureur cycliste français (° 15 janvier 1883).

### Mai
- 3 mai : Henry Cheffer, peintre et graveur français (° 30 décembre 1880).
- 5 mai :
  - Mikhaïl Gnessine, compositeur russe puis soviétique (° 2 février 1883).
  - Georges Lorgeou, coureur cycliste français (° 17 juillet 1883).
- 8 mai : Jan Sluijters, peintre, affichiste et relieur néerlandais (° 17 décembre 1881).
- 9 mai : Heinrich Campendonk, peintre, graveur et dessinateur de vitrail allemand (° 3 novembre 1889).
- 11 mai : Théophile de Donder, physicien, mathématicien et chimiste belge (° 19 août 1872).
- 12 mai : Erich von Stroheim, acteur, scénariste et réalisateur américain d'origine autrichienne (° 22 septembre 1885).
- 13 mai : 
  - Georges Detreille, coureur cycliste français (° 8 septembre 1893).
  - Ottone Rosai, peintre expressionniste italien (° 28 avril 1895).
- 16 mai : Eliot Ness, policier qui arrêta Al Capone (° 19 avril 1903).
- 18 mai : Maria Stromberger, infirmière résistante autrichienne au sein du camp de concentration d'Auschwitz (° 16 mars 1898).
- 19 mai : Otto Van Rees, peintre néerlandais (° 20 avril 1884).
- 24 mai : Vicente Blanco, coureur cycliste espagnol (° 15 mars 1884).

### Juin
- 2 juin : Adolphe Gaussen, peintre français (° 12 mai 1871).
- 12 juin : Alfred-Jean Broquelet, graveur, lithographe, peintre et écrivain français (° 25 mars 1861).
- 13 juin : Sam Benson, costumier américain (° 1er janvier 1886).
- 14 juin : Émile Abry, proviseur français (° 14 septembre 1880).
- 17 juin : Esme Percy, acteur britannique (° 8 août 1887).
- 18 juin : Louis Saalborn, réalisateur, acteur, peintre et musicien néerlandais (° 13 juin 1891).
- 21 juin : Johannes Stark, physicien allemand, prix Nobel de physique en 1919 (° 15 avril 1874).
- 24 juin : František Kupka, peintre austro-hongrois puis tchécoslovaque (° 23 septembre 1871).
- 27 juin :
  - Jeanne Baudot, peintre française (° 11 mai 1877).
  - Malcolm Lowry, écrivain britannique (° 28 juillet 1909).
  - Ilona Tóth, étudiante en médecine et révolutionnaire hongroise (° 23 octobre 1932).
- 30 juin : Gyokudō Kawai, peintre japonais de l'école nihonga (° 24 novembre 1873).

### Juillet
- 1er juillet : Lucien Hector Monod, peintre français (° 21 juillet 1867).
- 3 juillet : Elisabeth Büchsel, peintre allemande (° 29 janvier 1867).
- 6 juillet : 
  - Arthur de Kock, joueur de rugby à XV sud-africain (° 11 janvier 1866).
  - Henry Février, compositeur français (° 2 octobre 1875).
- 9 juillet :
  - Joseph Samson, maître de chapelle, compositeur et écrivain français (° 21 mars 1888).
  - P. C. Chang, universitaire chinois (° 22 avril 1892).
- 13 juillet : Kurt Vespermann, acteur allemand (° 1er mai 1887).
- 15 juillet : George Cleveland, acteur canadien (° 17 septembre 1885).
- 19 juillet : Curzio Malaparte, écrivain italien (° 9 juin 1898).
- 23 juillet : Giuseppe Tomasi di Lampedusa, écrivain sicilien (° 23 décembre 1896).
- 24 juillet : Sacha Guitry, écrivain et réalisateur français (° 21 février 1885).
- 26 juillet :
  - Charles Hoffbauer, peintre français naturalisé américain (° 28 juin 1875).
  - Ioánnis Kalogerás, militaire et homme politique grec (° 1876).
- 31 juillet : Pavel Tchelitchev, artiste américain d'origine russe (° 21 septembre 1898).

### Août
- 3 août : Blanche Odin, aquarelliste française (° 26 février 1865).
- 4 août : Erville Alderson, acteur américain (° 11 septembre 1882).
- 5 août : Madeleine de Lyée de Belleau, sculptrice, céramiste, photographe et exploratrice française (° 4 novembre 1873).
- 6 août : Ernest Linton, footballeur canadien (° 17 février 1880).
- 7 août : Oliver Hardy, acteur américain (° 18 janvier 1892).
- 11 août : Augustin Hanicotte, peintre français (° 22 juillet 1870).
- 16 août : Irving Langmuir, chimiste et physicien américain (° 31 janvier 1881).
- 17 août : Joseph Dezitter, sculpteur sur bois, graveur, aquarelliste et écrivain français (° 29 novembre 1883).
- 20 août : Paul Sieffert, peintre et illustrateur français (° 11 novembre 1874).
- 23 août : Eugène Schueller, fondateur de L'Oréal (° 20 mars 1881).
- 25 août : Umberto Saba, écrivain et poète italien (° 9 mars 1883).
- 26 août : Teresa Fardella de Blasi, fondatrice d'œuvres, vénérable catholique (° 24 mai 1867).
- 27 août : Marthe Orant, peintre française (° 3 juin 1874).

### Septembre
- 2 septembre : Peter Freuchen, explorateur, anthropologue et écrivain danois (° 2 février 1886).
- 5 septembre : Amie Ragg, homme politique fidjien (° vers 1879).
- 7 septembre : Manlio Rho, peintre italien (° 15 février 1901).
- 8 septembre : Aristide de Bardonnèche, homme politique français (° 9 février 1886).
- 16 septembre : Qi Baishi, peintre chinois (° 1er janvier 1864).
- 18 septembre : Édouard Wattelier, coureur cycliste français (° 12 décembre 1876).
- 20 septembre : Jean Sibelius, compositeur finlandais (° 8 décembre 1865).
- 21 septembre : Haakon VII, premier roi de Norvège à ne pas être roi de Suède (° 3 août 1872).
- 25 septembre : Luigi Mantovani, peintre italien (° 28 mai 1880).
- 26 septembre : Gabrielle Debillemont-Chardon, peintre miniaturiste française (° 26 septembre 1860)
- 30 septembre : Wheeler Dryden, acteur et réalisateur britannique (° 31 août 1892).

### Octobre
- 2 octobre : Luigi Ganna, coureur cycliste italien (° 1er décembre 1883).
- 4 octobre : Jacobus Hendrik Pierneef, peintre britannique puis sud-africain (° 13 août 1886).
- 6 octobre : Victor-Ferdinand Bourgeois, peintre et dessinateur français (° 1er août 1870).
- 8 octobre : Karl Georg Pfleiderer, homme politique et diplomate allemand (° 10 mai 1899).
- 14 octobre : Raymond Renefer, dessinateur et peintre français (° 2 juin 1879).
- 15 octobre : 
  - Gatewood Lincoln, homme politique américain (° 5 août 1875).
  - Marie-Claire Boyet, militante française (° 13 décembre 1924).
- 17 octobre : Julien Chappée, peintre, collectionneur et archéologue français (° 13 novembre 1862).
- 23 octobre : Frederick Burton, acteur américain (° 20 octobre 1871).
- 24 octobre : Christian Dior, designer et grand couturier français (° 21 janvier 1905).
- 26 octobre : Níkos Kazantzákis, écrivain grec (° 18 février 1883).
- 28 octobre : Alexandre Kononov, écrivain soviétique (° 25 mars 1895).
- 29 octobre : Louis B. Mayer, producteur de cinéma américain d'origine russe (° 4 juillet 1885).

### Novembre
- 3 novembre : Laïka, chienne d'origine soviétique, premier être vivant mis en orbite (° 1954).
- 4 novembre : Joseph Canteloube, pianiste, compositeur et musicologue français (° 21 octobre 1879).
- 7 novembre : Hasui Kawase, peintre et illustrateur japonais (° 18 mai 1883).
- 10 novembre : Joseph Vassal, médecin militaire français (° 5 août 1867).
- 11 novembre : Pierre Dufour d'Astafort, cavalier français, médaillé d'argent aux jeux olympiques de 1912 (° 6 février 1886).
- 14 novembre  : José Urfé, clarinettiste et compositeur cubain (° 6 février 1879).
- 15 novembre : Ferdinand Fargeot, peintre, affichiste, illustrateur et caricaturiste français (° 17 septembre 1880).
- 16 novembre : Jens Jensen, footballeur international danois (° 15 novembre 1890).
- 17 novembre : Joaquim Serra, compositeur et pianiste espagnol (° 4 mars 1907).
- 18 novembre : Ioulia Slonimskaïa Sazonova, marionnettiste russe (° 19 septembre 1884).
- 20 novembre :
  - Mstislav Doboujinski, peintre russe puis soviétique (° 14 août 1875).
  - Otakar Mrkvička, peintre et illustrateur austro-hongrois puis tchécoslovaque (° 19 décembre 1898).
- 21 novembre : Francis Burton Harrison, homme politique américain (° 1873)
- 24 novembre :
  - Henry Jacques Delpy, peintre français (° 28 juin 1877).
  - Louis Norgeu, peintre, dessinateur et décorateur français (° 22 mai 1898).
- 25 novembre :
  - Georges de Grèce, prince de Grèce et de Danemark (° 24 juin 1869).
  - Diego Rivera, peintre mexicain (° 8 décembre 1886).
- 26 novembre : Paul Vera, peintre et décorateur français (° 25 décembre 1882).
- 29 novembre : Erich Wolfgang Korngold, compositeur autrichien (° 29 mai 1897).
- 30 novembre : Paja Jovanović,  peintre réaliste serbe puis yougoslave (° 16 juin 1859).

### Décembre
- 2 décembre : Usta Shirin Murodov,  peintre, potier et folkloriste ouzbek (° 18 août 1879).
- 6 décembre :
  - Joseph Dewulf, joueur et entraîneur de football belge (° 28 avril 1882).
  - Robert Esnault-Pelterie, pionnier de l'aéronautique et des moteurs-fusées (° 8 novembre 1881).
  - Maurice Peeters, coureur cycliste néerlandais (° 5 mai 1882).
- 8 décembre : Reginald Sheffield, acteur anglais (° 18 février 1901).
- 13 décembre :
  - Harcourt Williams, acteur, dramaturge et metteur en scène anglais (° 30 mars 1880).
  - Samuel Wanko, homme politique camerounais (° 8 juillet 1925).
- 14 décembre : Josef Lada, peintre, illustrateur, scénographe et écrivain austro-hongrois puis tchécoslovaque (° 17 décembre 1887).
- 17 décembre : Alexandre Nikolaïevitch Volkov, peintre et poète russe (° 31 août 1886).
- 19 décembre : Nutzi Acontz, peintre roumaine (° 16 novembre 1894).
- 20 décembre : Noémi Ferenczy, artiste textile et peintre hongroise (° 18 juin 1890).
- 21 décembre :
  - Eric Coates, compositeur de musique légère et altiste britannique (° 27 août 1886).
  - Elías Tormo, critique littéraire, critique d'art, juriste, historien, archéologue et homme politique espagnol (° 23 juin 1869).
- 24 décembre : Maurice Schillès, coureur cycliste français (° 26 février 1888).
- 25 décembre : Charles Pathé, cinéaste français (° 26 décembre 1863).
- 28 décembre : Maurice Denamur, coureur cycliste français (° 30 décembre 1895).
- 29 décembre :
  - Albert Bertalan, peintre hongrois et français (° 21 septembre 1899).
  - Ernie Henry, saxophoniste de jazz américain (° 3 septembre 1926).
- 31 décembre :
  - Louise Galtier-Boissière, peintre française (° 5 novembre 1866).
  - W. P. Kellino, réalisateur, scénariste et acteur britannique (° 30 novembre 1873).
  - Albert Pomade, architecte français (° 31 janvier 1880).

### Date précise inconnue
- Satyapriya Banerjee, homme politique et syndicaliste indien (° 25 août 1893).